# Joseph Charles Édouard de Lisle de Siry
Joseph Charles Édouard, marquis de Lisle de Siry (Paris, 20 décembre 1807 - Paris, 30 mars 1884), est un homme politique français.

## Biographie
Ministre plénipotentiaire à Lisbonne et grand'croix de l'Ordre de Notre-Dame de l'Immaculée Conception de Vila Viçosa de Portugal, il est nommé sénateur du Second Empire le 22 janvier 1867.

## Sources
- « Joseph Charles Édouard de Lisle de Siry », dans Adolphe Robert et Gaston Cougny, Dictionnaire des parlementaires français, Edgar Bourloton, 1889-1891 [détail de l’édition]